# Llista d'escriptors romans
A continuació es presenta una llista dels escriptors romans més destacats de l'època clàssica.
| Índex A B C D E F G H I J K L M N O P Q R S T U V W X Y Z |

## A
- Heleni Acró
- Sext Juli Africà
- Afrodisi Escriboni
- Aggè Úrbic
- Juventí Albi Ovidi
- Albí (escriptor)
- Alfi
- Gai Amafani
- Antoní (escriptor)
- Sidoni Apol·linar
- Luci Apuleu
- Luci Cecili Minucià Apuleu
- Flavi Turci Rufus Apronià Asteri
- Aquil·les Taci
- Arabià
- Mes Arusià
- Quint Asconi Pedià

## B
- Baquiari
- Cesi Bas
- Gavi Bas
- Marc Furi Bibàcul
- Cecili Bió
- Boeci

## C
- Càndid (arrià)
- Marcià Mineu Fèlix Capel·la
- Flavi Capre
- Flavi Sosípater Carisi
- Dionisi Cassi
- Cassi Parmensis
- Marc Porci Cató Censorí
- Quint Cecili Epirota
- Luci Cecili Minucià Apuleu
- Aulus Cecina
- Censorí (escriptor)
- Deci Albí Cecina
- Marc Porci Cató Licinià el Jove
- Cledoni
- Luci Juni Moderat Columel·la
- Comminià
- Commodià
- Consenci (avi de Sidoni)
- Publi Consenci
- Constanci de Lió
- Coronat (escriptor romà)
- Marc Valeri Messal·la Corví
- Cosconi (escriptor)
- Luci Crassici
- Sext Cristià

## D
- Dinami (escriptor)
- Dionisi Cató
- Dió Crisòstom
- Domne (escriptor)
- Eli Donat
- Fabi Dossè
- Draconti (poeta)
- Gai Drus

## E
- Egèria (escriptora)
- Claudi Elià
- Elies Sincel·le
- Marcel Empíric
- Encolpi
- Quint Terenci Escaure
- Publi Papini Estaci (poeta)
- Publi Papini Estaci (gramàtic)
- Híster Ètic
- Evagri (escriptor segle IV)
- Evagri del Pont
- Evanti
- Evodi

## F
- Fabili
- Fastidi
- Fedre
- Sext Pompeu Fest
- Juli Fírmic Matern
- Grani Flac
- Sícul Flac
- Tíbul Flac
- Gai Valeri Flac (escriptor)
- Verri Flac
- Sulpici Flau
- Sext Juli Frontí
- Fufici
- Gai Fundani (escriptor)

## G
- Gel·li Fusc
- Hosidi Geta (escriptor)
- Marc Juni Gracà

## H
- Helvidi
- Gai Herenni (escriptor)
- Marc Tigel·li Hermògenes
- Hilari Pictaviense
- Quint Juli Hilarió
- Hipsícrates (escriptor)
- Hipòlit de Portus Romanus

## J
- Jeroni d'Estridó
- Sext Juli Africà
- Juli Fírmic Matern
- Sext Juli Frontí
- Gai Juli Higini
- Quint Juli Hilarió
- Julià Eclanense
- Marc Juni Gracà
- Juventí Albi Ovidi

## L
- Laberi Dècim
- Publi Lavini
- Leneu
- Lèpid (historiador)
- Levi
- Grani Licinià
- Lucreci

## M
- Noni Marcel
- Marc Pomponi Marcel
- Marcel Empíric
- Mari Mercator
- Marc Valeri Messal·la Corví
- Mari Màxim
- Servi Maure Honorat
- Mecenàs
- Melitó de Sardes
- Messi Màxim
- Modest (escriptor)

## N
- Rutili Claudi Namacià
- Nazari
- Sevi Nicànor
- Numeni (escriptor)
- Níger (escriptor)
- Quint Novi

## O
- Opi Cares
- Orbili Pupil

## P
- Palemnó
- Rutili Taure Emilià Pal·ladi
- Paulí de Milà
- Paulí de Nola
- Paulí el Penitent
- Peani
- Petroni
- Sext Plàcit
- Plaute
- Plini el Jove
- Silvi Polemi
- Pompei (gramàtic)
- Pomponi Porfirió
- Valeri Probe
- Pròsper d'Aquitània
- Pupi (escriptor)

## Q
- Queris

## R
- Rià

## S
- Santra
- Sergi (gramàtic)
- Sergi de Zeugma
- Sever Sant
- Sext Pitàgoric
- Sidoni (gramàtic)
- Publi Sir
- Gai Juli Solí
- Suetoni
- Sulpici Apol·linar
- Sulpícia (segle I aC)
- Sulpícia (segle I dC)

## T
- Tarquici Prisc
- Terenci
- Tertul·lià
- Tibul
- Ticoni
- Titini (dramaturg)

## U
- Urani (prevere)

## V
- Valeri Màxim
- Vitruvi